# Mon mari court encore
Série Joel et Garda Sloane
Mon mari conduit l'enquête (1939)
Pour plus de détails, voir Fiche technique et Distribution.
Mon mari court encore (Fast and Furious) est un film américain en noir et blanc de Busby Berkeley, sorti en 1939.
Il s’agit du dernier volet de la trilogie mettant en scène le couple de détectives amateurs Joel et Garda Sloane ; les précédents volets sont : Règlement de comptes (1938) et Mon mari conduit l'enquête (1939).

## Synopsis
À New York, les époux Joel et Garda Sloane vendent des livres rares, et rêvent de prendre des vacances pour échapper à la chaleur étouffante de la ville. Joel décide d'emmener Garda à Seaside City, où son ami, Mike Stevens, dirige un populaire concours de beauté. Peu de temps après son arrivée à Seaside City, Joel découvre que l’organisateur sans scrupules du concours, Eric Bartell, dupe Mike. Bartell est bientôt assassiné.

## Fiche technique
- Titre : Mon mari court encore
- Titre original : Fast and Furious
- Réalisation : Busby Berkeley
- Scénario : Harry Kurnitz
- Photographie : Ray June
- Montage : Elmo Veron
- Musique : Daniele Amfitheatrof, Constantin Bakaleinikoff
- Direction artistique : Cedric Gibbons
- Producteur : Frederick Stephani
- Société de production et de distribution : Metro-Goldwyn-Mayer
- Pays de production :  États-Unis
- Langue d'origine : anglais américain
- Format : noir et blanc — 35 mm  — 1,37:1 — son : mono (Western Electric Sound System)
- Genre : comédie policière, film à énigme
- Durée : 73 min
- Dates de sortie :
  - États-Unis : 6 octobre 1939
  - France : 3 avril 1940
- Affiche : Boris Grinsson (France)

## Distribution
- Franchot Tone : Joel Sloane
- Ann Sothern : Garda Sloane
- Ruth Hussey : Lily Cole
- Lee Bowman : Mike Stevens
- Allyn Joslyn : Ted Bentley
- John Miljan : Eric Bartell
- Bernard Nedell : Ed Connors
- Mary Beth Hughes : Jerry Lawrence
- Cliff Clark : Sam Travers
- James Burke : Clancy
- Frank Orth : le capitaine Joe Burke
- Margaret Roach : Emmy Lou
- Gladys Blake : Miss Brooklyn
- Granville Bates : le chef Miller